# ⱱ
Das ⱱ ist ein Buchstabe des lateinischen Schriftsystems.
Das Zeichen wurde 2005 zum internationalen phonetischen Alphabet hinzugefügt und stellt den stimmhaften labiodentalen Flap dar. Laut IPA ist die Glyphe des Zeichens zusammengesetzt aus v (Stimmhafter labiodentaler Frikativ) und ɾ (Stimmhafter alveolarer Tap). Dieses Zeichen ersetzte damit das Zeichen ⱴ, welches 60 Jahre lang inoffiziell als phonetisches Zeichen für diesen Laut verwendet wurde.

## Darstellung auf dem Computer
Unicode enthält das ⱱ am Codepunkt U+2C71.
Da das Zeichen erst 2008 zu Unicode (mit Version 5.1) hinzugefügt wurde und anfangs nur von wenigen Browsern dargestellt werden konnte, finden sich an seiner Stelle gelegentlich graphisch ähnliche Zeichen, z. B. das kyrillische Ischiza (ѵ), oder auch der Codepunkt U+F25F in der Private Use Area.